# Ben Bolz
Ben Bolz (* 1967 in Mülheim an der Ruhr) ist ein deutscher Journalist, Filmemacher und Fernsehredakteur. Er arbeitet als Redakteur und Autor für politische Dokumentationen beim Norddeutschen Rundfunk (NDR), unter anderem für die ARD Story und NDR Story sowie für Sonderformate im Ersten.

## Leben und Arbeit
Ben Bolz wuchs in Mülheim an der Ruhr auf. Er studierte an der Technischen Universität Berlin Volkswirtschaftslehre. Seine journalistische Laufbahn begann 1990 beim damaligen SFB, wo er unter anderem für die regionale Nachrichtensendung Berliner Abendschau als Reporter berichtete.
Nach einem Volontariat beim NDR arbeitete er von 1996 bis 2001 zunächst als Autor und anschließend als Redakteur beim politischen Satiremagazin Extra 3. Bolz hat das NDR-Medienmagazin ZAPP mit entwickelt. Von 2002 bis 2005 war er Redakteur und stellvertretender Redaktionsleiter der Sendung. Anschließend war er vierzehn Jahre Redakteur beim ARD-Politikmagazin Panorama.
2019 wechselte er mit Anja Reschke in den Leitungsbereich des Programmbereichs „Kultur und Dokumentation“ des NDR-Fernsehen, wo er als Koordinator und als Redakteur arbeitete. Seit Januar 2022 ist Ben Bolz Redakteur für politische Dokumentationen im Programmbereich „Gesellschaft“ im NDR. Er verantwortet Sonderformate im Ersten wie etwa Dokumentationen von Jessy Wellmer und Ingo Zamperoni sowie Filme der Formate „ARD Story“ und NDR Story. Zudem macht er eigene Dokumentationen. 

## Filmografie (Auswahl)
2021 drehte Bolz gemeinsam mit Philipp Grüll (BR) den Film  Die wollen da rein – der Kampf ums Kanzleramt (Erstausstrahlung: Das Erste, 22. August 2021), in dem sie die Kanzlerkandidaten Annalena Baerbock, Armin Laschet und Olaf Scholz porträtierten.
2024 schloss er gemeinsam mit Philipp Grüll, Lucas Stratmann und Johannes Lenz die Dokumentation Die Merz-Strategie – Wohin steuert die CDU? ab, das Ergebnis einer mehr als zweijährigen Beobachtung von Friedrich Merz, Carsten Linnemann, Karin Prien und Hendrik Wüst (Erstausstrahlung: Das Erste, 29. April 2024).

## Auszeichnungen
2017 gewann Bolz zusammen mit Johannes Edelhoff den CIVIS Fernsehpreis im Bereich Magazine für den Beitrag „Alternative für die Politik: Emotionen statt Fakten“.
2018 gewann Bolz mit der Panorama-Redaktion den Grimme-Preis für die „besondere journalistische Leistung“ in der Kategorie „Information und Kultur“. Gewürdigt wurde damit die Panorama-Berichterstattung zum G20-Gipfel in Hamburg 2017.